# Kinkirsgogo
Kinkirsgogo est une commune rurale située dans le département de Bakata de la province du Ziro dans la région du Centre-Ouest au Burkina Faso.

## Éducation et santé
La commune accueille trois écoles primaires, dont la dernière a été financée par l'aide au développement apportée par le Japon ainsi qu'un centre de santé et de promotion sociale (CSPS).